# Sceau du Kentucky
Le sceau du Kentucky est composé d'un fond bleu marine, il est entouré des mots Commonwealth of Kentucky dans la partie supérieure, et par deux fleurs d'or (des solidagos) dans a partie inférieure.
Le sceau montre deux hommes se serrant la main. Selon la légende, il s'agirait, à gauche de Daniel Boone, un des principaux acteurs de l'exploration de l'actuel Kentucky ; l'homme de droite est Henry Clay, l'homme le plus connu de l'État. En fait, officiellement ils représentent l'exploration et l'État et non des personnes spécifiques.
La devise de l'État, United We Stand, Divided We Fall ("Unis Nous nous maintenons, Divisés nous tombons) entoure les deux hommes. Cette devise provient du chant patriotique The Liberty Song, datant de la Guerre d'indépendance des États-Unis.